# ゼロ・ディバイド
ゼロ・ディバイド（Zero Divide）は、1995年にZOOMから発売された、プレイステーション用3D対戦型格闘ゲームである。

## 概要
『ジェノサイド』、『ファランクス』などのX68000用ゲームソフトで知られたZOOMのプレイステーション参入第1作である。パンチ、キック、防御の3ボタンを駆使し、相手の体力を"0"にするか、リングアウトさせるか、またはタイムオーバーを狙うかして勝ち進んでいくもの。必殺技で押すタイプのゲームではなく、通常技の組み合わせによる連続技の気持ちよさを押し出したゲームスタイルを特徴としている。
ハードウェアの機能を生かした流麗な動きで知られた。このゲームはシリーズ化され、1997年には続編の『ゼロ・ディバイド2』、さらにセガサターン版『ゼロ・ディバイド-THE FINAL CONFLICT』が発売された（この3作品にはストーリー上のつながりがある）。
電脳空間上での「攻性プログラム」を操作し、最終ボスを倒すのが目的である。仮想空間上ということで多彩なステージ演出や、ロボットという外観でありながらどこか人間らしい動きをするユニット達が特徴。また、発売当時のプレイステーションとしては珍しい3DCGを採用した対戦型格闘ゲームであり、攻撃を受けると装甲が破壊される表現や、リングサイドへのぶら下がりといった独特な要素で知られていた。

## ストーリー

### ZERO DIVIDE
近未来、高度な電子通信技術の発展に伴い、世界中に普及していた「ネットワーク空間」に、突如“XTAL TOWER（イクストル・タワー）”と名乗る謎のデータライブラリの開設告知が大々的に流れた。
そこには世界中から集められた各国家の重要機密がコレクションされており、近日「一般公開」するという。各国の情報機関が衝撃を受ける中、各国宛に“XTAL”の名で「ライブラリ公開前に、我々の作り上げた攻性プログラムユニットを使ってゲームをしよう。一定時間内に他のユニットを倒し、見事我々の元までたどり着けたら公開は中止。我々も消え去ろう。」という招待メールが届く。そんな彼らの提案は“XTAL TOWER”内部を舞台に、プログラム同志のバトルという形で実行される。

### ZERO DIVIDE 2 -THE SECRET WISH-
世界各国を震撼させた謎のハッカーグループによる機密データライブラリの公開、通称“XTAL TOWER 事件”はライブラリを管理する疑似生命プログラム“XTAL”の消滅という形で終結し、混乱は最小限に抑えられた。
“XTAL”破壊時に得られたデータから、ハッカーグループに関する情報を得た情報機関は一年に及ぶ追跡の末、犯人の特定ならびに逮捕に成功した。しかし、主犯格の“EXE”と呼ばれる人物から、自分達の目的はネット上にあふれる知識や情報を永遠に吸収し続ける神のごとき存在「EVE」の起動が間近であることが語られる。同時に"EXE"は“XTAL”の攻性プログラム達が"EVE"の対抗策となると示唆する。そうして、ネットワーク上で進化した攻性プログラム達による“EVE”討伐の物語が幕を開けることとなった。

### ZERO DIVIDE -THE FINAL CONFLICT-
“XTAL TOWER”事件から数年後、“XTAL”と共に消滅したはずの攻性プログラム“ZULU”は、混沌としたネットワークの海の中で再度目覚めた。自身の復活が“XTAL”の悪意ある意思であると自覚する“ZULU”は、自らの意思でネットワークの彼方に潜む攻性プログラム達に自分を破壊しろとメッセージを発する。

## キャラクター
プレイヤーは8体+αの攻性プログラムから自機を選択することができる。操作方法はレバー+3ボタン（ガード、パンチ、キック）と、バーチャファイターと同じ操作形式である。攻撃を受けると外装が破壊され、破壊された部位に攻撃が当たると普段以上の大打撃を受けるなど、ロボットらしい演出もされている。各攻性ユニットを作り出したプログラマー達は“XTAL TOWER”の首謀四人であり、各ユニットも自発的な意思を持っている。
シリーズを経るごとに自ら進化し、外観や攻撃方法が変化している。

### 通常キャラクター
ZERO （ゼロ）
プログラマー：ALEX
人型の攻性プログラム。非常にオーソドックスな動きとベーシックな性能を持つ。
格闘スタイルは総合格闘技。プロレス技からボクサーのようなラッシュまでと幅広い技を持つ。
打撃によるコンビネーションを主旨とし、一つの技から様々なコンボパターンへ派生するのも特徴。
多くのコンボが立ちパンチから始動するためリーチを活かした戦いが苦手な傾向があるが、始まってしまえばから見切りづらい択一攻撃が可能であり、それをブラフにした攻めが有効なキャラクター。
シリーズを経ても大きな外観の変化が少なく、「最も安定した進化を遂げたプログラム」と紹介されている。
IO （イオ）
プログラマー：ALEX
ネコを模した女性の攻性プログラム。軽快かつ変幻自在の体捌きを用いる。
脚技主体のキャラクターで、大きく姿勢を上下させての攻撃で相手の打撃をスウェーしながら攻撃する。『2』では地面を這って移動するアクションが追加され、より「ネコ」のイメージが強くなっている。四つん這いの状態から出せるコンビネーションもある。
足技によるリーチとスウェー能力によって相手の攻撃を避けながら攻撃する能力が高く、牽制に強い。反面、コンボの多くがパンチ系始動が多く、まとまったダメージを得るにはコンボ知識が必要。
シリーズを経るごとに「猫」という自身のコンセプトを反映し、女性的な姿から獣らしい外観へと進化してゆく。
CYGNUS （シグナス）
プログラマー：LEONARD
人型の攻性プログラム。忍者をモチーフとしており、製作者の（誤った）和風観が反映された外観をしている。フィクションにおいて用いられる描写も取り入れられている為、実際の忍者とは動きが異なる。
ビームソードのリーチと見切りづらい中下段を迫ってガードを能動的に崩す動きが主体。
相手の攻撃を避けながら攻撃するスウェー能力のある技と中段・下段の揺さぶりによるガードを崩す能力は高いものの、それらの硬直が長く、外すと手痛い反撃を貰いやすい読み合い重視型キャラクター。
シリーズを経るごとにより忍者らしく、よりスマートな形態へと進化してゆく。
WILD 3 （ワイルド3）
プログラマー: EXE
“XTAL TOWER”の首謀四人のリーダー的存在であるEXEが唯一制作した人型の攻性プログラム。
迷彩色に身を包み、手に持った巨大な凶器による射撃、打撃によって攻撃を行う。
ドロップキックや体当たり等、力任せな喧嘩殺法を使用する。また、銃は鈍器として運用している。『2』では銃を使ったアクションパターンが増え、肩に装備しているショルダーパッドを敵に投げつけることも可能。投げたパッドは拾って再装着ができる。
初期はショットガンとナイフといった重装備が、シリーズを経るごとに小型サブマシンガンのみになる等、軽量化されてゆく。
EOS （イオス）
プログラマー：LEONARD
CYGNUSと同じくプログラマーの（誤った）日本への思い入れが反映された、人型攻性プログラム。柔道家がモデルだが、空手など日本の武術がごちゃ混ぜに取り入れられた状態となっている。
素早くかつ深い踏み込みからのリーチの長い打撃が特徴。手刀、諸手といった空手のような動きに加え、柔道らしい投げ技、返し技を豊富にそろえる。『2』では投げのバリエーションが増えている。
ガード無力化や豊富な中・下段の択攻撃のパターンなど、相手の裏を突く攻めが主体となる。
欠点は全体的にリーチが短く、コンボによるダメージを伸ばすのにテクニックが必要であること。
シリーズを経るごとにより武術家らしいマッシブなフォルムへと変わってゆく。
DRACO （ドラコ）
プログラマー：THOR
異形系の製作を得意とするTHORが製作した、ドラゴン型の攻性プログラム。口から吐く滞空時間の長い炎、そして長い尻尾を使った攻撃を得意とする。
大型だがその実はインファイター。中下段のガード崩しを主体とし、そこからのコンボに優れる。
分かりやすいパワータイプであり、一度ガードを崩した時のリターンは大きいが、コンボのところどころに穴がある、反撃を受けやすい等、大雑把な性格のキャラクター。
“2”までは機械的なフォルムだったものが、“THE FINAL CONFLICT”ではより生物的な外観へと変化する。
TAU （タウ）
プログラマー：THOR
異形系の製作を得意とするTHOR作の中で最も人からかけ離れたフォルムを持つ。
巨大蠍形攻性プログラム。人型に近い上半身に、4本の脚と巨大な尻尾が付いているというサソリとしても異様な外見を持ち、その尻尾と大きな体躯を活かした攻撃を得意とする。
長いリーチを誇る尻尾による牽制攻撃が主体の重量級。また、強力なコマンド投げによる逆転性を秘める。
欠点はパンチ系のリーチの短さ、大柄ゆえにジャンプ攻撃に当たりやすいことが挙げられる。
シリーズを経るごとにより機械的な外観を得るようになる。
NEREID （ネレイド）
プログラマー：THOR
異形型攻性プログラム。胴体の中央に付いた巨大なドリル、肩から伸び4本の腕（そのうち2本は指先がドリルになっている）、常に涎が滴る口など、エキセントリックな見た目のプログラム。
見た目に反したスピードキャラで、テーマである「キラー&クレイジー」を反映した見た目通りのトリッキーな動きが可能。連続攻撃と攻勢継続力を武器としており、一見反撃確定に見える背を見せる動作も攻撃の布石になるなど、全体的に隙が少ない。
欠点としては背後を見せたときに攻撃を受けると一撃でダウンしてしまうこと。相手の反撃に対策できるまでが辛いキャラクター。
シリーズを経るごとに機械的なデザインになり、ボリュームのあった外観が骨のようにスリムになってゆく。
PIXEL (ピクセル)
プログラマー：ALEX
2から登場する人型女性型攻性プログラム。
ZEROやIOと同じくバランスが良く豊富なバリエーションの連続技を持つ。
小回りが利き、隙の少ない技を差し込んでゆく戦闘スタイルを持つ。
2では看護師風の外観だったが、“THE FINAL CONFLICT”ではアリに似た昆虫を人型にしたような姿へと変化している。
CANCER （キャンサー）
プログラマー：THOR
2から登場する型攻性プログラムで、名前の通り蟹のようなフォルムを持つ。
ミサイルや地雷といった飛び道具による遠距離攻撃を主力とする。接近されてもダウンしやすい攻撃で相手を追い払うことができる。
最大の欠点は胴体部が大きい上に外装が割れやすく、そこに攻撃が集中して外装の破壊による防御力の低下が影響しやすいこと。実際の体力よりも打たれ弱いため、いかに敵を寄せ付けず、攻撃を未然に阻止するかが重要となる。

### ボスキャラクター
制作したプログラマーはすべて不明となっている。通常は使用できないが、特定の条件を満たすことで初代ではZULUとXTALが、2ではNOXとEVEが隠しキャラクターとして使用可能となる。
ZULU （ズール）
初代、“THE FINAL CONFLICT”に登場。
初代ではライブラリーの管理ユニットである“XTAL”を守る門番として登場。
“THE FINAL CONFLICT”では自身を核として再生するXTALを自分ごと完全に消滅させるべく、プログラム達に自分を倒すことを働きかける。
ZEROの兄弟機にあたる。人型だが他のキャラよりも大柄で、黒地に赤い傷のようなペイント等、威圧感ある風貌をしている。
ZEROをベースにIO、EOS、CYGNUSの技を混成させ、より万能に仕上がっており、なおかつ大柄であるためリーチ・破壊力は全てZEROの上をゆく。
欠点としては、技の構成が複数のキャラの技を組み合わせた継ぎ接ぎの状態であるため、コンボパターンが少ないこと。それにより、一撃の威力が大きいとはいえ、コンボが確定するタイミングで大打撃に繋ぎにくい。牽制を主体とした動きを持つといえる。

XTAL （イクストル）
初代、“THE FINAL CONFLICT”に登場。
初代では“XTAL TOWER”を管理する疑似生命プログラムであり、本作の黒幕。このプログラムの破壊がプレイヤーの目的となる。
巨大な剥き出しの脳と脳の下部から生える一対の目、そして手を模した鈎爪が浮遊しているといった、異様な風貌をしており、それが故に攻撃が当たりにくい。
他のキャラクターと比べて攻撃力が二倍近く上回っており、その圧倒的な破壊力、リーチで敵を蹂躙する。
初代では邂逅の際のセリフから審判兼実況を行っているのはこのプログラムであることが明らかとなる。
“THE FINAL CONFLICT”ではZULUを再生させた張本人であり、ZULUを核として復活を果たし、真のラストボスとして立ちはだかる。初代から大きく姿が変わり、NELEIDをモデルに、脳みそや目玉などで構成された生物的な姿となっているが、技の構成はNELEIDとは全くの別物である。

NOX （ノックス）
2に登場し、EVEに侵攻する攻性プログラム達に立ちはだかる謎の攻性プログラム。正体、製造目的などは一切不明。
技構成はZERO、WILD3を混成させたものであり、両者のダイナミックさ、小回り、コンビネーションを併せたものとなっている。
必殺技の名称は全て文字化けしている。

EVE （イブ）
2に登場する疑似生命プログラム。人間の女性そのものの姿をしている。
あらゆるネットワークを掌握する力を持ち、誰の命令も受け付けず、ネットワークの世界を支配できる。彼女の行動次第でネットワークの世界を、楽園のようにも、地獄のような惨状にすることもできる。
プレイヤーはこのプログラムが覚醒し、与えられた可能性の中で最悪の展開に発展するのを未然に阻止するのが目的となる。
IOやPIXELといった女性型ユニットの技構成を混成させており、それらよりも長いリーチによる攻撃が優秀なボスキャラクター。

### 隠しキャラクター
NECO （ネコ）
巨大なネコ型攻性プログラム。ZOOMのマスコット。フルネームは「ネコ・ドラッキー（NECO DOLUCKY）」で、スーパーファミコンのゲームでは主に「ドラッキー」の名前で登場していた。IOと同じく猫がモチーフだがこちらはデフォルメされ、頭部から直接手足が生えた一頭身の姿をしている。
ファンシーな外見と笑いを誘う技名とは裏腹に攻撃力が非常に高く、簡単なコンボでも相手の体力を大きく削る事が出来る。
MODOKI （モドキ）
2に登場する謎のキャラクター。
キャラクターセレクトではNECOの表情ではあるが、実際の姿はNECOの人形を頭に載せた全身黒色の人型である。

## シリーズ
- 1997年6月27日：ゼロ・ディバイド2（PS）
- 1997年11月20日[5]：ゼロ・ディバイド-THE FINAL CONFLICT（SS）
- 1999年4月9日：ゼロ・ディバイド（PCゲームBestシリーズ Vol.3）（PC）

サイバーフロントより発売された。PS版第1作の移植。

## その他
- PS版第1作（ゲームアーカイブス版を含む）には、おまけゲームとしてZOOMの過去作品の縮小版:「Tiny PHALANX」が収録されている。全3面。ゲーム起動時、ZOOMのロゴが消えるまで2P側コントローラのSTARTとSELECTを押しっぱなしにすると、このモードに切り替わる。
- 過去にZOOMの公式HPにてサウンドトラックMP3が無料配信されていた時期があった。